# Xã Otter Tail Peninsula, Quận Cass, Minnesota
Xã Otter Tail Peninsula (tiếng Anh: Otter Tail Peninsula Township) là một xã thuộc quận Cass, tiểu bang Minnesota, Hoa Kỳ. Năm 2010, dân số của xã này là 54 người.